# U-73 (1940)
U-73 — средняя немецкая подводная лодка типа VIIB времён Второй мировой войны.

## История
Заказ на постройку субмарины был отдан 2 июня 1938 года. Лодка была заложена 5 ноября 1939 года на верфи «Бремен-Вулкан» под строительным номером 1, спущена на воду 27 июля 1940 года. Лодка вошла в строй 30 сентября 1940 года под командованием капитан-лейтенанта Гельмута Розенбаума.

### Командиры
- 30 сентября 1940 года — 10 сентября 1942 года капитан-лейтенант Гельмут Розенбаум (кавалер Рыцарского железного креста)
- 1 октября 1942 года — 16 декабря 1943 года Хорст Декерт

### Флотилии
- 30 сентября 1940 года — 31 января 1941 года — 7-я флотилия (учебная)
- 1 февраля 1941 года — 1 января 1942 года — 7-я флотилия
- 1 января 1942 года — 16 декабря 1943 года — 29-я флотилия

### История службы

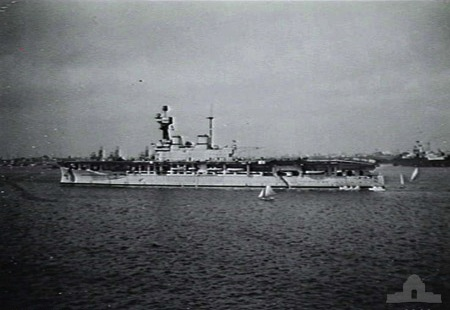
HMS Eagle в 1940 году

Лодка совершила 15 боевых походов. Потопила 8 судов суммарным водоизмещением 43 945 брт и 4 военных корабля суммарным водоизмещением 22 947 тонн (lost aboard transport ships), повредила 3 судна суммарным водоизмещением 22 928 брт.
Потоплена 16 декабря 1943 года в Средиземноморье близ Орана в районе с координатами 36°07′ с. ш. 00°50′ з. д. глубинными бомбами и артиллерийским огнём с американских эсминцев USS Woolsey и USS Trippe. 16 человек погибли, 34 члена экипажа спаслись.

### Атаки на лодку
- 22 марта 1942 года в Средиземноморье U-73 была атакована бомбардировщиком Bristol-Beaufort. Сброшенные 4 бомбы нанесли лодке тяжёлые повреждения.
- 5 декабря 1942 года в Средиземноморье лодка была атакована самолётом. Из-за полученных повреждений U-73 и была вынуждена вернуться на базу.
- Утром 27 декабря 1942 года лодка была атакована британским самолётом типа Vickers Wellington (обозначение LA971, 179 эскадрон КВВС, пилот первый лейтенант A. H. Comfort). Самолёт обнаружил лодку при помощи радара и атаковал её, используя прожектор Лея[англ.]. Однако, подводники заметили приближение самолёта с помощью радар-детектора «Метокс»[англ.]* и открыли по нему огонь, поразив один из двигателей. Четыре глубинные бомбы были сброшены мимо, а самолёт отправился в сторону берега, дотянув в итоге до Тафарауи[англ.], для чего пришлось выбросить из самолёта всё лишнее оборудование.
- Утром 27 декабря 1942 года U-73 подверглась атаке самолёта (британский Хадсон, AM689, 500-й эскадрон КВВС, пилот J. R. Pugh). Во время первого же захода в атаку самолёт был подбит артогнём. Его четыре глубинные бомбы взорвались в пределах 80-250 метров от лодки и нанесли ей лёгкие повреждения. Поражённый в кокпит и в правый двигатель, Хадсон направился к берегу, находившемуся в 50 милях, но продержался в воздухе лишь три минуты после атаки. Четверо членов экипажа нашли прибежище в спасательном ялике и днём их эвакуировал самолёт-амфибия Supermarine Walrus (700-й эскадрон ВВС Франции, пилот младший лейтенант Neil Fuller).
- 27 июня 1943 года в Средиземноморье лодка была атакована глубинными бомбами с эскортных кораблей. Из-за тяжёлых повреждений была вынуждена вернуться на базу.
- 30 октября 1943 года в Средиземноморье к юго-востоку от Тулона, в районе с координатами 43°04′ с. ш. 05°57′ в. д.HGЯO U-73 была безуспешно атакована торпедой с британской субмарины HMS Ultimatum. Считалось, что в той атаке была потоплена U-431, на самом же деле была атакована U-73, не получившая повреждений.
- 13 декабря 1943 года во время атаки на конвой GUS 24 в Средиземноморье U-73 была протаранена эсминцем, в результате чего потеряла свою счетверённую зенитную установку.

### Потопление HMS Eagle
11 августа 1942 года U-73 находилась в районе с координатами 38°05′ с. ш. 03°02′ в. д., откуда направила в штаб радиограмму следующего содержания:

Конвой — 15 эсминцев и эскортов, 2 крейсера, 9 или 10 транспортов, один авианосец, возможно один линкор. Веерный залп по авианосцу, четыре попадания с дистанции 500 метров, громко слышны шумы тонущего судна.
-Всё чисто!-
Розенбаум
Оригинальный текст (нем.)Geleit - 15 Zerstörer und Geleitboote, 2 Kreuzer, 9 bis 10 Frachter, 1 Flugzeugträger, 1 Schlachtschiff wahrscheinlich. Fächerschuß auf Flugzeugträger. Vier Treffer aus 500 Meter Entfernung. Starke Sinkgeräusche.

- Alles klar! -

Rosenbaum

В этой атаке лодка потопила британский авианосец HMS Eagle (22 200 т), а лишённый воздушного прикрытия конвой был разгромлен авиацией: кроме авианосца были потоплены 9 торговых судов, 2 лёгких крейсера и эсминец, уцелело лишь 5 транспортов.

## Потопленные суда
| Имя              | Тип                          | Принадлежность | Дата            | Тоннаж (брт) | Груз | Судьба                                    | Место                     |
| Waynegate        | грузовое судно               | Великобритания | 24 февраля 1941 | 4 260        | 6200 тонн угля                                                                                               | потоплен                                  | 58°50′ с. ш. 21°47′ з. д. |
| Alderpool        | грузовое судно               | Великобритания | 3 апреля 1941   | 4 313        | 7200 тонн пшеницы                                                                                            | потоплен                                  | 58°21′ с. ш. 27°59′ з. д. |
| British Viscount | танкер                       | Великобритания | 3 апреля 1941   | 6 895        | 9500 тонн нефти для Адмиралтейства                                                                           | потоплен                                  | 58°15′ с. ш. 27°30′ з. д. |
| Indier           | грузовое судно               | Бельгия        | 3 апреля 1941   | 5 409        | 6300 тонн стали и генерального груза                                                                         | потоплен                                  | 58°13′ с. ш. 27°36′ з. д. |
| Westpool         | грузовое судно               | Великобритания | 3 апреля 1941   | 5 724        | 7144 тонны чугунного лома                                                                                    | потоплен                                  | 58°12′ с. ш. 27°40′ з. д. |
| Empire Endurance | грузовое судно               | Великобритания | 20 апреля 1941  | 8 570        | генеральный груз, военные поставки, 2 патрульные лодки                                                       | потоплен                                  | 53°05′ с. ш. 23°14′ з. д. |
| HMS ML-1003      | патрульная моторная лодка    | Великобритания | 20 апреля 1941  | 46           | | затонула вместе с судном Empire Endurance | 53°05′ с. ш. 23°14′ з. д. |
| HMS ML-1037      | патрульная моторная лодка    | Великобритания | 20 апреля 1941  | 46           | | затонула вместе с судном Empire Endurance | 53°05′ с. ш. 23°14′ з. д. |
| HMS Eagle (94)   | авианосец                    | Великобритания | 11 августа 1942 | 22 600 т     | | потоплен                                  | 38°05′ с. ш. 3°01′ в. д.  |
| Lalande          | грузовое судно               | Великобритания | 11 ноября 1942  | 7 453        | в балласте                                                                                                   | поврежден                                 | 36°08′ с. ш. 3°46′ з. д.  |
| Arthur Middleton | грузовое судно (тип Liberty) | США            | 1 января 1943   | 7 176        | 6412 тонн генерального груза, состоящего из боеприпасов и взрывчатки, одно десантное судно на верхней палубе | потоплен                                  | 35°45′ с. ш. 0°45′ з. д.  |
| USS LCT-21       | десантное судно              | США            | 1 января 1943   | 255          | | затонуло вместе с судном Arthur Middleton | 35°45′ с. ш. 00°45′ з. д. |
| Brinkburn        | грузовое судно               | Великобритания | 21 января 1943  | 1 598        | 2500 тонн военных поставок, включая 800 тонн боеприпасов                                                     | потоплен                                  | 36°53′ с. ш. 2°22′ з. д.  |
| Abbeydale        | грузовое судно               | Великобритания | 27 июня 1943    | 8 299        | | поврежден                                 | 36°53′ с. ш. 1°55′ в. д.  |
| John S. Copley   | грузовое судно (тип Liberty) | США            | 16 декабря 1943 | 7 176        | 5 десантных судов на верхней палубе                                                                          | поврежден                                 | 35°56′ с. ш. 0°54′ в. д.  |